# Adrian Ilie
Adrian Bucurel Ilie (n. 20 aprilie, 1974, Craiova) este un fost jucător român de fotbal, atacant, component al echipei naționale de fotbal a României pentru o perioadă de aproximativ 10 ani. În prezent se ocupă cu afaceri, investindu-și câștigurile obținute ca fotbalist în industria turismului. A fost proprietarul echipei Forex Brașov, care a evoluat în Liga a II-a.

## Carieră
La nivel de club, Ilie a jucat pentru Electroputere Craiova (1992-93), Steaua București (1993-96), Galatasaray (1996-98), Valencia (1998-2002), Alavés (2002-03), Beșiktaș (2004) și FC Zurich (2004-2005).
Înscrierea pe firmamentul fotbalului european a făcut-o în primă fază în dubla manșă din turul preliminar al Ligii Campionilor, sezonul 1994/95, cu Servette Geneva, scor 4-1 la București, când i-a înscris un gol lui Marco Pascolo și a dat două pase de gol, plus încă o pasă din care a rezultat o lovitură de pedeapsă la un fault asupra lui Marius Lăcătuș. În perioada când a evoluat în tricoul echipei Steaua București, a făcut cuplu în atac cu Marius Lăcătuș, marcând multe goluri din pasele lui Marius, dar și el, la rândul lui, servindu-l pe șeptarul din Ghencea la golurile sale. A fost decisiv în calificarea obținută în sezonul 1995/96 al Ligii Campionilor în fața puternicei formații austriece SV Casino Salzburg, marcându-i lui Otto Konrad golul calificării la București, scor 1-0. Însă cea mai de răsunet prestație în tricoul Stelei a fost cea din dubla manșă cu campioana Belgiei, Club Brugge KV, din sezonul 1996/97 al Ligii Campionilor, când i-a înscris nu mai puțin de 4 goluri lui Verlinden: două la Bruges (ambele după pase magnifice ale lui Lăcătuș) și două la București.
În Liga Campionilor a marcat pentru Steaua trei goluri: două la Split contra lui Hajduk și unul la Glasgow contra lui Rangers FC.
De la Steaua se transferă la Galatasaray SK, unde-i are coechipieri pe Gheorghe Hagi, Gheorghe Popescu și Iulian Filipescu. Aici înscrie din nou goluri decisive în Liga Campionilor. 
Ulterior joacă la Valencia FC, alături de fratele său, Sabin Ilie, unde face cuplu în atac cu argentinianul Claudio Lopez. Cu Valencia joacă în finala Ligii Campionilor în sezonul 1999-2000, pierdută în fața lui Real Madrid cu 0-3, când a intrat în min. 69 în locul lui Gerardo.
Ulterior ajunge în curtea lui Beșiktaș Istanbul, iar apoi semnează un contract cu FC Zurich, în 2005. În anul următor, după eșecul de a se reface după o leziune la genunchi, Adrian Ilie își anunță decizia de a se retrage din fotbal. Cu toate acestea, în 2009, el decide să se întoarcă în fotbalul profesionist, fiind aproape să semneze un contract cu formația rusă FC Terek Grozny, dar pică la testele fizice efectuate.
În echipa națională de fotbal a României, Ilie a fost selecționat de 55 de ori, înscriind 13 goluri. A jucat la Campionatul European de Fotbal din 1996, la Campionatul Mondial de Fotbal din 1998 și laCampionatul European de Fotbal din 2000. În martie 2008 a fost decorat cu Ordinul „Meritul Sportiv” clasa a III-a pentru rezultatele obținute la turneele finale din perioada 1990-2000 și pentru întreaga activitate.
Echipa sa Forex Brașov a pierdut în 2006 promovarea în divizia superioară împotriva echipei Unirea Urziceni, iar în 2008 s-a retras din toate competițiile.
Adrian Ilie deține hotelul Ruia din Poiana Brașov.
Fratele lui Adrian, Sabin Ilie, este de asemenea jucător profesionist de fotbal.